# Bellefonds
Bellefonds är en kommun i departementet Vienne i regionen Nouvelle-Aquitaine i västra Frankrike. Kommunen ligger i kantonen Vouneuil-sur-Vienne som tillhör arrondissementet Châtellerault. År 2022 hade Bellefonds 250 invånare.

## Befolkningsutveckling
Antalet invånare i kommunen Bellefonds
| Referens: INSEE |